# Путиловская набережная
Пути́ловская набережная — набережная на Канонерском острове в Кировском районе Санкт-Петербурга. Проходит по берегу Морского канала вдоль жилых домов до Канонерского парка.

## История
Проезд, сформировавшийся вдоль жилых домов острова по берегу Морского канала, 21 сентября 2009 года получил имя Путиловская набережная, в честь русского математика, инженера и предпринимателя Н. И. Путилова.
По состоянию на октябрь 2014 года Путиловская набережная — единственная поименованная проезжая часть на Канонерском острове. Однако, несмотря на присвоение названия набережной, нумерация домов осталась прежней, то есть по Канонерскому острову.

## Достопримечательности

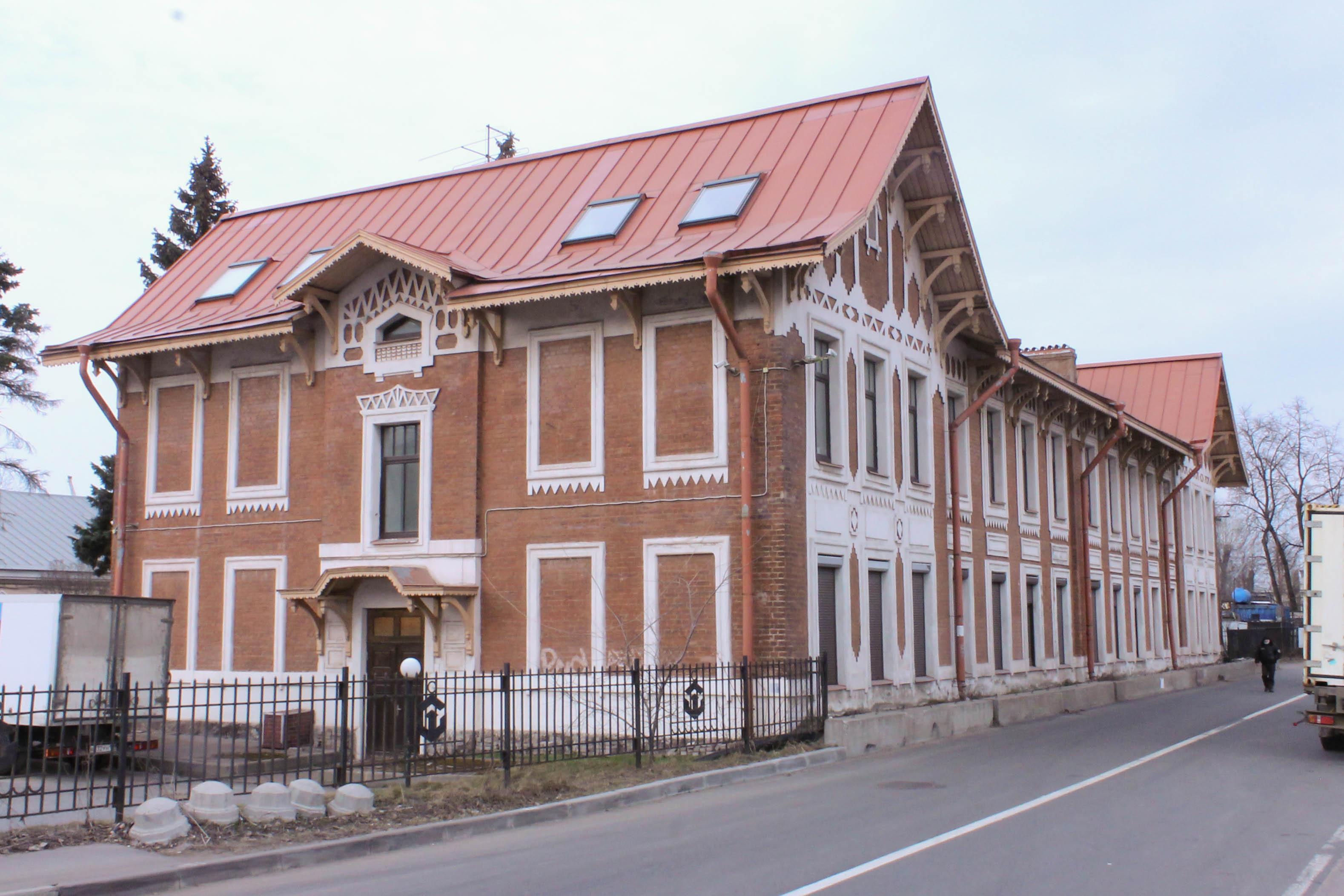
Здание портовой конторы

- Портовая контора начала XX века (официальный адрес: Канонерский остров, д. 24)
- ЗСД, проходящий над набережной
- Канонерский парк.

## Транспорт
Ближайшая к Путиловской набережной станция метро — «Нарвская»
По набережной от дома № 23 до дома № 10 по Канонерскому острову проходит трасса социальных автобусных маршрутов № 66, 67, 70 и 71.